# Galathella solivagus
Galathella solivagus is een vlokreeftensoort uit de familie van de Uristidae. De wetenschappelijke naam van de soort is voor het eerst geldig gepubliceerd in 2009 door Kilgallen.